# Chitetsu Watanabe
Chitetsu Watanabe (渡邉智哲?; Niigata, 5 marzo 1907 – Niigata, 23 febbraio 2020) è stato un supercentenario giapponese, vissuto 112 anni e 355 giorni.
Detenne il titolo di Decano maschile dell'Umanità dal 20 gennaio 2019 fino alla sua morte.

## Biografia

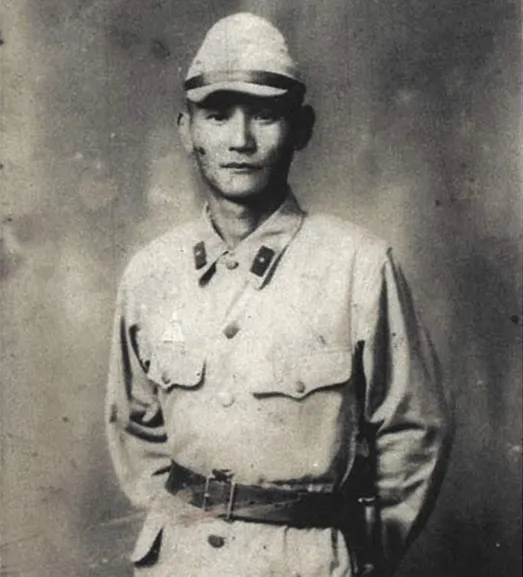
Chitetsu Watanabe (prima del 1945).

Primo degli otto figli di Haruzo e Miya Watanabe, nacque a Niigata, nell'omonima prefettura, il 5 marzo 1907.
Dopo essersi diplomato, Chitetsu si trasferì nella lontana Taiwan, all'epoca sotto dominazione nipponica, lavorando nel settore della lavorazione delle canne da zucchero. Durante i suoi 18 anni di permanenza nell'isola, si sposò con Mitsue; lì nacquero anche quattro dei loro cinque figli. 
Dopo aver servito come militare durante la Seconda guerra mondiale, che terminò con la sconfitta giapponese ed il conseguente ritiro dai possedimenti acquisiti con l'invasione della Cina, Watanabe fece ritorno a Niigata; questo fu il periodo più "buio" dell'esistenza di Chitetsu, che faticò a mantenere la propria famiglia a causa delle difficoltà economiche. 
Dopo aver ottenuto un posto di lavoro presso l'Ufficio dell'Agricoltura della prefettura di Niigata, vi permase sino al pensionamento. Il termine dell'età lavorativa non impedì però a Chitetsu di svolgere una vita attiva; nel 1974 costruì con il figlio maggiore una nuova casa, coltivandone l'ettaro di terra che la circondava, attività che praticò sino ai 104 anni.
Sino al 2007, anno in cui raggiunse il secolo di vita, partecipò inoltre a concorsi locali con i suoi oltre 100 Bonsai. Amante dei cibi dolci, in un'intervista nel 2019 dichiarò che il segreto della sua longevità fosse «non arrabbiarsi» e sorridere.
Sino all'estate 2019 praticò nella casa di riposo in cui viveva attività ludiche come gli origami, calligrafia e calcoli matematici.
Nel gennaio dello stesso anno era morto il 113enne Masazō Nonaka, per il Guinness dei Primati uomo più longevo della terra; Watanabe ne ereditò il titolo, anche se il caso fu riconosciuto solo il 12 febbraio 2020, quando Chitetsu aveva raggiunto l'età di 112 anni e 344 giorni. Nel 2022 l'associazione di ricerca gerontologica LongeviQuest ha però riconosciuto il messicano Domingo Villa Avisencio come l'uomo più longevo vivente dalla morte di Nonaka, il 20 gennaio 2019, al suo stesso decesso, avvenuto il 3 novembre 2019.
Dopo poco più di una settimana Watanabe perse la capacità di consumare cibo, ebbe attacchi di febbre e difficoltà nel respirare; spirò nella casa di riposo in cui era ospitato, a Niigata, il 23 febbraio seguente. Gli sopravvivono i cinque figli, 12 nipoti, 16 bisnipoti ed 1 trisnipote.